# Sezon snookerowy 1999/2000
Poniższa lista obejmuje najważniejsze wydarzenia w snookerze w sezonie 1999/2000.
| Data            | Turniej                                         | Miejsce rozgrywek    | Zwycięzca         | Drugie miejsce    | Wynik |
| --------------- | ----------------------------------------------- | -------------------- | ----------------- | ----------------- | ----- |
| Sierpień        | Cable TV International Hong Kong Millennium Cup | Hongkong (Chiny)     | Stephen Lee       | Ronnie O’Sullivan | 7-2   |
| Sie 28 - Wrz 5  | Liverpool Victoria Champions Cup                | Croydon (Anglia)     | Stephen Hendry    | Mark J. Williams  | 7-5   |
| Wrz 8 - Wrz 19  | British Open                                    | Plymouth (Anglia)    | Stephen Hendry    | Peter Ebdon       | 9-5   |
| Wrz 28 - Paź 3  | Regal Scottish Masters                          | Motherwell (Szkocja) | Matthew Stevens   | John Higgins      | 9-7   |
| Paź 11 - Paź 24 | Grand Prix                                      | Preston (Anglia)     | John Higgins      | Mark J. Williams  | 9-8   |
| Paź 30 - Lis 10 | Benson and Hedges Championship                  | Anglia               | Allister Carter   | Simon Bedford     | 9-4   |
| Lis 13 - Lis 28 | Liverpool Victoria UK Championship              | Bournemouth (Anglia) | Mark J. Williams  | Matthew Stevens   | 10-8  |
| Gru 11 - Gru 19 | China International                             | Szanghaj (Chiny)     | Ronnie O’Sullivan | Stephen Lee       | 9-2   |
| Sty 15 - Sty 23 | Puchar Narodów                                  | Reading (Anglia)     | ANGLIA            | WALIA             | 6-4   |
| Sty 24 - Sty 30 | Regal Welsh Open                                | Cardiff (Walia)      | John Higgins      | Stephen Lee       | 9-8   |
| Lut 6 - Lut 13  | Benson and Hedges Masters                       | Wembley (Anglia)     | Matthew Stevens   | Ken Doherty       | 10-8  |
| Lut 20 - Lut 27 | Rothmans Malta Grand Prix                       | Malta                | Ken Doherty       | Mark J. Williams  | 9-3   |
| Mar 3 - Mar 11  | Thailand Masters                                | Bangkok (Tajlandia)  | Mark J. Williams  | Stephen Hendry    | 9-5   |
| Mar 21 - Mar 26 | Benson and Hedges Irish Masters                 | Dublin (Irlandia)    | John Higgins      | Stephen Hendry    | 9-4   |
| Mar 28 - Kwi 09 | Regal Scottish Open                             | Aberdeen (Szkocja)   | Ronnie O’Sullivan | Mark J. Williams  | 9-1   |
| Kwi 15 - Maj 1  | Mistrzostwa świata                              | Sheffield (Anglia)   | Mark J. Williams  | Matthew Stevens   | 18-16 |
| Cały sezon      | Premier League                                  | Southend (Anglia)    | Stephen Hendry    | Mark J. Williams  | 9-5   |